# Johann Lorenz Benzler

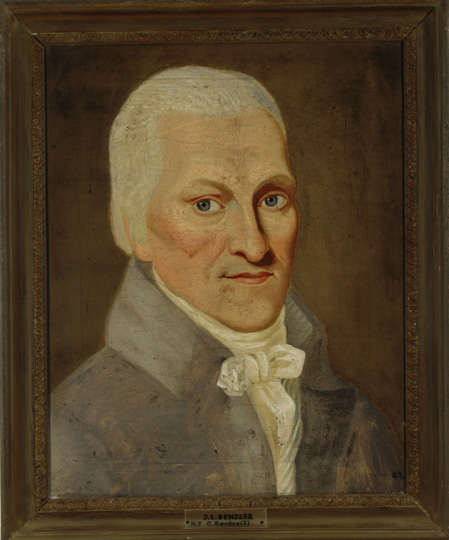
Johann Lorenz Benzler, Gemälde von Caroline Bardua, etwa 1805, Gleimhaus Halberstadt

Johann Lorenz Benzler (* 19. Februar 1747 in Lemgo; † 3. April 1817 in Wernigerode) war ein deutscher Bibliothekar und Schriftsteller.

## Leben
Benzler war zunächst hessischer Postmeister in Lemgo. In der Zeit von 1773 bis 1783 leitete Benzler die Lippischen Intelligenzblätter. Daneben war er ab 1780 Bibliotheks-Collaborator, 1783 Bibliothekar und ab 1794 gräflicher Rat des Grafen Christian Friedrich zu Stolberg-Wernigerode in Wernigerode. Als Schriftsteller war er mit Johann Wilhelm Ludwig Gleim in Halberstadt befreundet.
1807 war er Taufpate bei Graf Wilhelm zu Stolberg-Wernigerode auf Schloss Wernigerode.
1775 heiratete er in erster Ehe Marie Sophie Charlotte geb. Stock (1759–1789). Aus dieser Ehe gingen die Kinder Sophie Elisabeth Charlotte (1776–1777), Johann Wilhelm August (1778–1831), Sophie Elisabeth Dorothee Juliane (1780–1785), Justus Lorenz (1782–1849) und Friedrich Henrich Leopold (1787–1790) hervor.
In zweiter Ehe heiratete Benzler 1790 Elisabeth Henriette geb. Jung (1763–1794), mit der er die Tochter Auguste Küster (1791–1875) hatte.
Ein drittes Mal heiratete Benzler 1795 Wilhelmine Josepha Petronella geb. Schädler oder Scheid(e)ler. Diese brachte ihm den Sohn Friedrich Leopold (1800–1803) zur Welt.
Benzler starb 1817 an einer Brustkrankheit und wurde am 6. April auf dem Theobaldifriedhof in Nöschenrode beigesetzt.